# Superferry 9
Superferry 9 var ett filippinskt fartyg som kapsejsade den 6 september 2009. Fartyget lämnade General Santos City kl 08.45 den 5 september med 971 personer ombord och skulle ha nått Iloilo City kl 13.00 dagen därpå. Fartyget började rulla något runt 23.00 på grund av inkommande sjögång. Vatten pumpades in i krängade tankar för att minska rullningen. Vid 02.00 dagen därpå fick fartyget en lätt slagsida och då började man bromsa in fartyget. Omkring 02.30 fick fartyget snabbt 35 graders styrbordsslagsida samt "black out" och befälet förlorade kontrollen över fartyget. Då kaptenen gick ut med de första nödsignalerna drabbades även passagerare av panik på grund av den kraftiga lutningen. Kaptenen beordrade besättningen att bistå passagerarna med flytvästar och kl 03.10 gav han order till passagerare och besättning att börja evakuera fartyget. De nästan 1000 personerna fick klättra upp på däck och hålla fast sig i något medan de inväntade att bli räddade. Andra fartyg nådde snabbt fram till båten och började överföra passagerare ifrån den lutande Superferry 9.
Fartyget slog sedan runt och hamnade temporärt i 60 till 70 graders lutning. På 4 minuter blev slagsidan därefter cirka 130 grader och fartyget sjönk omkring 09.30 samma dag. 
Det var 10 personer som omkom i incidenten. Alla övriga passagerare och besättning, inklusive kaptenen, räddades av närliggande fartyg som kom till undsättning. Många av de räddade hade dock skador som benbrott efter slagsidan efter att till exempel ramlat emot väggar.
Orsaken till förlisningen anses enligt en "BMI"-utredning vara att vindarna som tryckte på babord fick fartyget i en lätt lutning åt styrbord. "Superferry" var överlastad och överlevande vittnade om att de hörde en kraftig duns nerifrån däck. Lasten släpade iväg och förflyttade sig mot styrbord och den långsamma farten, övertunga lasten och kraftig vind från babord gav en tung slagsida åt styrbord. Kaptenen och överlevande vittnar över att de inte hörde några explosioner ombord utan bara "dunsar" och släpande ljud ifrån lasten som rörde sig. Fartyget låg i 35 grader i ca 2,5 timme, vilket gjorde att hon tog in mycket vatten och sjönk när det väl började mycket snabbt.